# Дом Каммерцеля

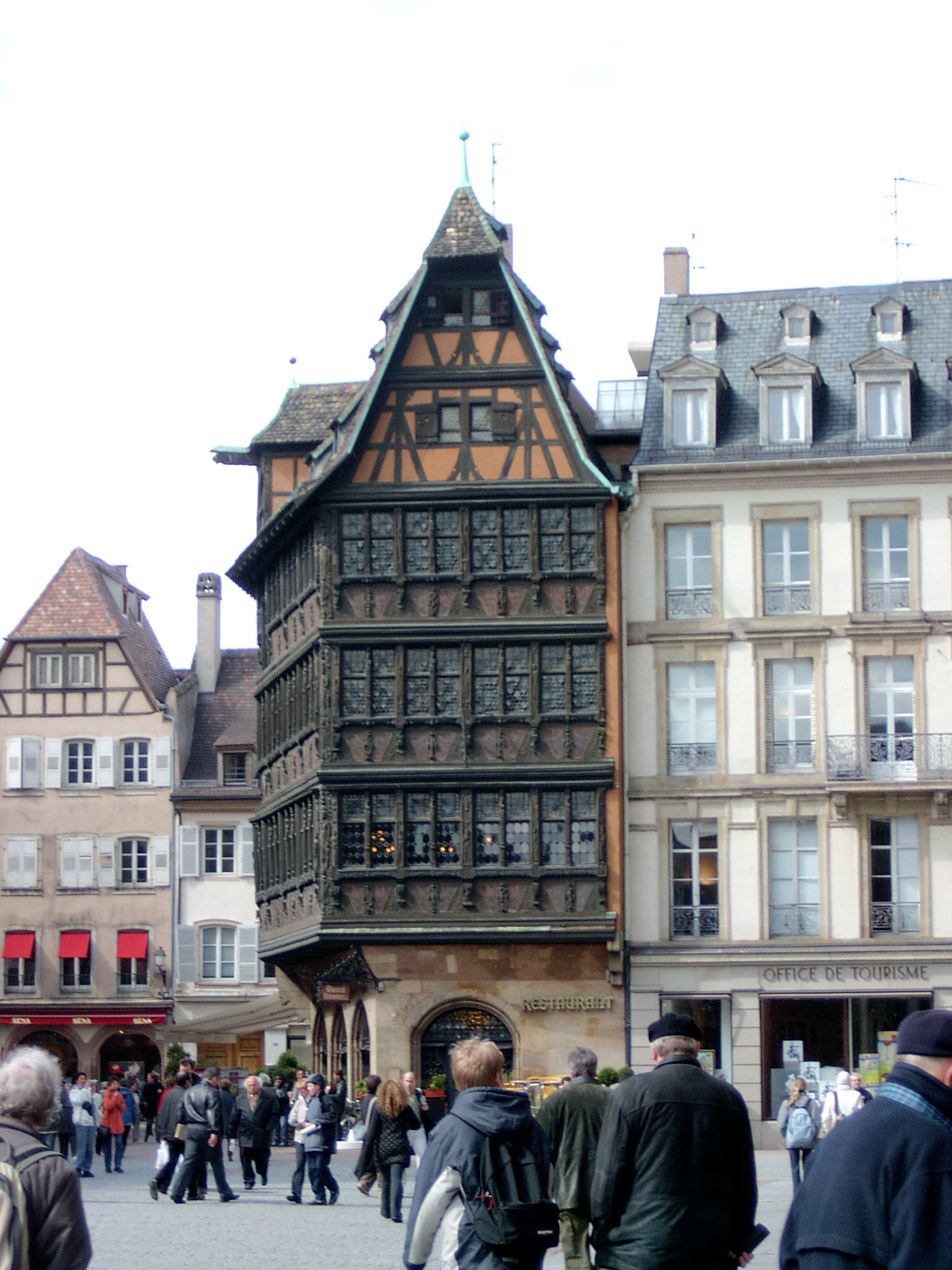
Дом Каммерцеля

Дом Каммерцеля (фр. Maison Kammerzell) — самое известное светское здание в Страсбурге. Построенное в 1427 году, фахверковое здание было перестроено в 1467 году, а в 1589 году оно получило богатый резной фасад.

## Описание
Здание принадлежит к самым красивым фахверковым домам поздней немецкой готики и сравнимо разве что с соляным домом (Salzhaus) во Франкфурте-на-Майне или с домом мясников (Knochenhaueramtshaus) в Хильдесхайме, но сохранившее в отличие от них оригинальное состояние. Фасад здания украшен семьюдесятью пятью окнами с резными обрамлениями, на которых изображены библейские и мифические персонажи, а также знаки Зодиака, пять чувств и известные музыканты.
На угловой опоре вырезаны три высокие женские фигуры, воплощающие христианские добродетели. На втором этаже изображена Любовь с двумя детьми и пеликаном, на третьем и четвёртом этажах — Надежда с птицей феникс и Вера с грифоном.

## История
В XVI веке сыроторговец по имени Мартин Браун купил дом и в 1589 году закончил его ремонтировать. От старого здания средневековой постройки он распорядился оставить лишь первый этаж с тремя декоративными арками. Остальные этажи были полностью перестроены, уступив место великолепной конструкции в стиле Ренессанса, сохранившейся по сей день. 
До середины XIX века дом был известен как «Альтес хаус», пока не перешёл в собственность бакалейщика из Вюрцбурга Филиппа-Франсуа Каммерцеля, оставившего ему своё имя. Внутри здания на фресках Лео Шнуга (1878—1933) — художника, расписывавшего Верхний Кенигсбург, — в манере рейнских художников XVI века изображены корабль дураков и танталовы муки.
В настоящее время в этом здании, получившем статус памятника архитектуры и перешедшем в 1879 году в собственность города, открыт ресторан «Maison Kammerzell».